# オスカー・シュレンマー
オスカー・シュレンマー（独: Oskar Schlemmer、1888年9月4日 - 1943年4月13日）は、ドイツの芸術家、彫刻家、デザイナー。バウハウスの教員。

## 略歴
1923年にバウハウス・シアターワークショップの造形主任として雇われる。彼の最も有名な作品はトリアディッシェス・バレエ（3組のバレエ）である。1920年より9年間バウハウスの教員としてつとめ、主要なメンバーの一人として影響を与えたが、ナチスの台頭により彼の作品は廃退的であるとみなされその職を解任させられている。　
ニューヨーク近代美術館 (MoMA) に所蔵されている代表作、絵画「バウハウスの階段」が示すように、20世紀前衛芸術を代表する芸術家であるオスカー・シュレンマーは、ヴァイマルに創設された美術大学バウハウス（1919年 - 1933年）の中心的作家として広く知られている。初期の彫刻工房を主宰しながら、人体の動きや組成を分析し、思考や感情に内在する原理を新しくとらえなおした画期的な人間工学的授業「人間」を行なった。彼の作品の理論にあるものは「純粋な抽象化の拒絶」であり、それは人間性を残した抽象化、かといって感情的な表現ではなく、人間を物理的な側面から追求したデザインである。
最も有名な作品であるトリアディッシェス・バレエは1922年にシュトゥットガルトで初演され、その後も話題をよんだが、バウハウス閉鎖後は、1989年東西ドイツの統合時にバウハウスが再建された際、復元公演がとり行われている。トリアディッシェス・バレエは彼が1916年から1921年にかけて完成させた作品で、バレエといってもダンス・クラシックの技法を用いているわけではなく、立方体、円錐、球体の3つの幾何学基本形が使われた独特のコスチュームをつけたダンサーが、まるでロボットのようなぎこちないメカニックな動きをするようなタイプのものだったというが、形態と色と光によって構成される新しい舞台空間を創りだした。トリアディックとは「三つ組み」の意味で、「滑稽な場」「荘厳な場」「幻想的な場」の3場面を3人のダンサーが12通りのダンスを18種類の衣装を付けて踊ったという。とにかく3にこだわったものであったといえる。
このトリアディッシェス・バレエはバレエの概念をくつがえすまったく独創的な舞台芸術へと結実して、その結果、ワークショップ（工房）の運営を通しても作品を残した。ワークショップは主に舞台工房を率い、人間をメインテーマに作品を制作した。1920年代、スピードのある都市や機械の登場が人々に衝撃を与えその影響はアートの世界にも及んでいった。シュレンマーの絵画や、舞台に登場する人間たちはまるで機械仕掛けのロボットのようにもみえる。

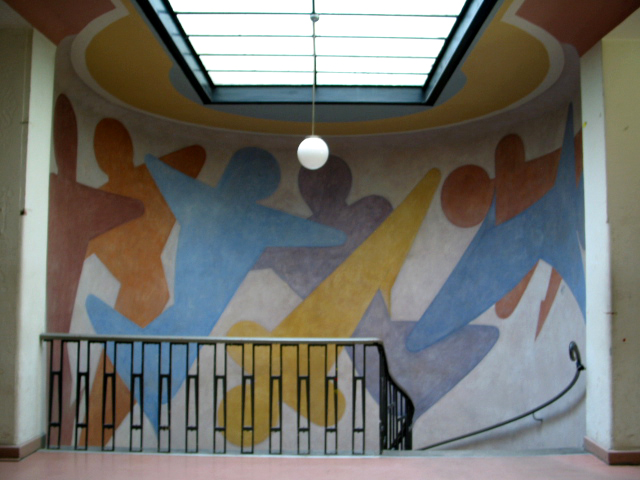
ヴァイマル応用芸術アカデミーの壁画（1923年）
_{1930年にナチス州政権によって退廃芸術として塗りつぶされたが、1979年に復元された。}

また彫刻家であったオスカー・シュレンマーは、1920年から1929年までバウハウスで教鞭をとり、1923年からは舞台工房を担当している。その間に絵画理論をはじめ、劇場という総合的演技空間から多くの示唆を受けて、ダンスにおける抽象化の理論化（アブストラクト・ダンス理論）を実践した。そこでは、シュレンマー自身が、振り付け、衣装、舞台美術、音楽など、すべての創作と監修、統合を行なった。シュレンマーのバレエに秘められている、未来へのメッセージ、その魅惑的な謎はいまだに解けてはいない。今日バウハウスを機能主義一辺倒の生産工房としてとらえる見方から離れて、ダダ的な、祝祭的な要素、シュルレアリズムへの影響や先駆、有機的で、そして何より、地球環境的な芸術志向を、バウハウスが持っていたことが、注目されている。

## 日本語文献
- 『バウハウスの舞台　バウハウス叢書4』利光功訳（中央公論美術出版、1991年、新装版2020年）全14巻、ISBN 480-5510544

シュレンマーの舞台芸術論を中心に、モホリ＝ナギ「演劇、サーカス、ヴァラエティー」や、ファルカス・モルナールによる多数の図版を収め、バウハウスの舞台活動を知るためにも、不可欠な文献である。
- 柴田隆子『オスカー・シュレンマー　バウハウスの舞台芸術』（水声社、2021年）

## 作品
- トリアディッシェス・バレエの舞台衣装
- トリアディッシェス・バレエの舞台衣装
- ディナーパーティー(1935)
シュテーデル美術館蔵

- 「階段の情景」
(1932)ハンブルク美術館
- 「ダンサー」(1921/1922)
- うつむいた頭部
- 静物画(1925)